# Braunschweiger Turn- und Sportverein Eintracht von 1895 2007-2008
Questa voce raccoglie le informazioni riguardanti il Braunschweiger Turn- und Sportverein Eintracht von 1895 nelle competizioni ufficiali della stagione 2007-2008.

## Stagione
Nella stagione 2007-2008 l'Eintracht Braunschweig, allenato da Benno Möhlmann e Torsten Lieberknecht, concluse il campionato di Regionalliga nord al 10º posto. In Coppa di Germania l'Eintracht Braunschweig fu eliminato al primo turno dal Werder Brema.

## Rosa
| N. |                      | Ruolo | Calciatore          |
| -- | -------------------- | ----- | ------------------- |
| 2  | Germania (bandiera)  | D     | Dennis Brinkmann    |
| 3  | Germania (bandiera)  | D     | Sebastian Gundelach |
| 4  | Germania (bandiera)  | D     | Matthias Henn       |
| 5  | Rep. Ceca (bandiera) | D     | Martin Horáček      |
| 6  | Germania (bandiera)  | C     | Holger Wehlage      |
| 7  | Austria (bandiera)   | C     | Benjamin Fuchs      |
| 8  | Germania (bandiera)  | D     | Deniz Doğan         |
| 9  | Germania (bandiera)  | A     | Torsten Oehrl       |
| 10 | Malta (bandiera)     | A     | André Schembri      |
| 11 | Germania (bandiera)  | C     | Philipp Peters      |
| 12 | Germania (bandiera)  | P     | Nico Lauenstein     |
| 13 | Germania (bandiera)  | C     | Tim Danneberg       |
| 14 | Germania (bandiera)  | D     | Jan Washausen       |
| 15 | Turchia (bandiera)   | C     | Ramazan Yildirim    |

| N. |                                 | Ruolo | Calciatore       |
| -- | ------------------------------- | ----- | ---------------- |
| 16 | Bosnia ed Erzegovina (bandiera) | P     | Jasmin Fejzić    |
| 17 | Germania (bandiera)             | C     | Kai Koitka       |
| 18 | Germania (bandiera)             | A     | Lars Fuchs       |
| 19 | Germania (bandiera)             | D     | Ken Reichel      |
| 20 | Germania (bandiera)             | A     | Stefan Hauk      |
| 21 | Germania (bandiera)             | P     | Adrian Horn      |
| 22 | Germania (bandiera)             | C     | Christian Lenze  |
| 23 | Serbia (bandiera)               | A     | Sreto Ristić     |
| 24 | Germania (bandiera)             | C     | Kosta Rodrigues  |
| 31 | Germania (bandiera)             | C     | Marc Pfitzner    |
| 32 | Germania (bandiera)             | A     | Dennis Kruppke   |
| 33 | Romania (bandiera)              | D     | Valentin Năstase |
| 34 | Germania (bandiera)             | D     | Fabian Bröcker   |
| 35 | RD del Congo (bandiera)         | A     | Dominick Kumbela |

## Organigramma societario
Area tecnica
- Allenatore: Torsten Lieberknecht
- Allenatore in seconda: Heinz-Günter Scheil
- Preparatore dei portieri: Uwe Hain
- Preparatori atletici:
- Analisi video:

## Calciomercato

### Sessione estiva
| Acquisti | Acquisti            | Acquisti                   | Acquisti |
| R.       | Nome                | da                         | Modalità |
| -------- | ------------------- | -------------------------- | -------- |
| C        | Christian Lenze     | Erzgebirge Aue             |          |
| C        | Tim Danneberg       | Arminia Bielefeld          |          |
| D        | Deniz Doğan         | Lubecca                    |          |
| P        | Jasmin Fejzić       | Greuther Fürth             |          |
| C        | Benjamin Fuchs      | Wehen Wiesbaden            |          |
| D        | Sebastian Gundelach | Kickers Emden              |          |
| D        | Matthias Henn       | Kaiserslautern             |          |
| P        | Adrian Horn         | Holstein Kiel              |          |
| C        | Kai Koitka          | Duisburg                   |          |
| A        | Torsten Oehrl       | Kickers Offenbach          |          |
| D        | Ken Reichel         | Amburgo II                 |          |
| A        | Sreto Ristić        | Grasshoppers               |          |
| A        | André Schembri      | Marsaxlokk                 |          |
| D        | Jan Washausen       | Eintracht Braunschweig U19 |          |
| C        | Holger Wehlage      | Rot-Weiss Essen            |          |

| Cessioni | Cessioni              | Cessioni                   | Cessioni |
| R.       | Nome                  | a                          | Modalità |
| -------- | --------------------- | -------------------------- | -------- |
| A        | Valentine Atem        | Wehen Wiesbaden            |          |
| D        | Francis Banecki       | Werder Brema II            |          |
| C        | Igor Barukčič         | Slavonac CO                |          |
| C        | Edgar Bernhardt       | Emmen                      |          |
| C        | Patrick Bick          | Wehen Wiesbaden            |          |
| C        | Daniyel Cimen         | Kickers Offenbach          |          |
| A        | Alexandru Golban      | Ceahlăul                   |          |
| D        | Marco Grimm           | Kaiserslautern II          |          |
| C        | Finn Holsing          | Werder Brema II            |          |
| D        | Markus Husterer       | FSV Francoforte            |          |
| D        | Torsten Jülich        | Saarbrücken                |          |
| A        | Bekim Kastrati        | Fortuna Düsseldorf         |          |
| C        | Leozinho              | OFI Creta                  |          |
| C        | Torsten Lieberknecht  | Eintracht Braunschweig U19 |          |
| P        | Edin Nuredinovski     | Cementarnica 55            |          |
| C        | Otacilio              | Remo                       |          |
| A        | Zoran Ratković        | Samobor                    |          |
| C        | Tobias Schweinsteiger | Lubecca                    |          |
| C        | Benjamin Siegert      | Wehen Wiesbaden            |          |
| P        | Thorsten Stuckmann    | Alemannia Aquisgrana       |          |
| D        | René Wegner           | Oldenburg                  |          |
| C        | Dennis Weiland        | Waldhof Mannheim           |          |
| A        | Igor Žiković          | Istria                     |          |

### Sessione invernale
| Acquisti | Acquisti       | Acquisti | Acquisti |
| R.       | Nome           | da       | Modalità |
| -------- | -------------- | -------- | -------- |
| A        | Dennis Kruppke | Friburgo |          |

| Cessioni | Cessioni | Cessioni | Cessioni |
| R.       | Nome     | a        | Modalità |
| -------- | -------- | -------- | -------- |

## Risultati

### Regionalliga

#### Girone di andata
| Arbitro: | Kim |

|  |           |               |
|  | Marcatori | 14’ Moosmayer |

| Arbitro: | Frank |

|                                         |           |                           |
| Proschwitz 37’ (rig.), 87’ Brechler 63’ | Marcatori | 11’ Danneberg 61’ Horáček |

| 11 agosto 2007 3ª giornata |  | – turno di riposo |  |  |

| Arbitro: | Bandurski |

|                   |           |                            |
| Neumann 6’ (aut.) | Marcatori | 67’, 69’ Biran 90’ Stiefel |

| Arbitro: | Bornhöft |

|                            |           |                         |
| Bunjaku 47’ Rockenbach 84’ | Marcatori | 40’ Danneberg 66’ Fuchs |

| Arbitro: | Dittrich |

|                               |           |                                                                      |
| Fuchs 14’ Ristić 33’ Henn 59’ | Marcatori | 54’ Benyamina 56’ Patschinski 66’ (aut.) Horáček 71’, 90’ Mattuschka |

| Essen 5 settembre 2007, ore 19:30 CEST 7ª giornata | Rot-Weiss Essen | 0 – 0 referto | Eintracht Braunschweig | Georg-Melches-Stadion (10 220 spett.)\| Arbitro: \| Anklam \| |
| Arbitro:                                           | Anklam          |               |                        |                                                               |

| Arbitro: | Grudzinski |

|             |           |                               |
| Wehlage 90’ | Marcatori | 16’, 28’, 88’ Sağlık 59’ Damm |

| Arbitro: | Borsch |

|            |           |             |
| Löning 50’ | Marcatori | 47’ Wehlage |

| Arbitro: | Steuer |

|                                                     |           |  |
| Danneberg 19’ Schembri 60’, 65’ Henn 68’ Koitka 88’ | Marcatori |  |

| Arbitro: | Gerber |

|               |           |           |
| Zimmerman 22’ | Marcatori | 48’ Doğan |

| Arbitro: | Schumacher |

|                                |           |                            |
| Lenze 9’ (rig.) Oehrl 39’, 63’ | Marcatori | 1’ (rig.) Ulich 71’ Penksa |

| Arbitro: | Siebert |

|  |           |                |
|  | Marcatori | 15’, 58’ Oehrl |

| Arbitro: | Gräfe |

|           |           |               |
| Oehrl 30’ | Marcatori | 70’ Lindemann |

| Lubecca 24 ottobre 2007, ore 19:30 CEST 15ª giornata | Lubecca  | 0 – 0 referto | Eintracht Braunschweig | Stadion an der Lohmühle (4 800 spett.)\| Arbitro: \| Thielert \| |
| Arbitro:                                             | Thielert |               |                        |                                                                  |

| Arbitro: | Gorniak |

|                            |           |               |
| Schembri 51’ Rodrigues 86’ | Marcatori | 71’ Schlieter |

| Arbitro: | Zwayer |

|           |           |              |
| Erwig 90’ | Marcatori | 17’ Schembri |

| Arbitro: | Anklam |

|  |           |                           |
|  | Marcatori | 18’ Toborg 53’ Großkreutz |

| Arbitro: | Grudzinski |

|             |           |  |
| Senesie 53’ | Marcatori |  |

#### Girone di ritorno
| Arbitro: | Ittrich |

|  |           |                   |
|  | Marcatori | 77’ (aut.) Spahic |

| Arbitro: | Kinhöfer |

|                             |           |                   |
| Fuchs 16’, 32’ Schembri 73’ | Marcatori | 14’ (rig.) Kullig |

| 16 febbraio 2008 22ª giornata |  | – turno di riposo |  |  |

| Arbitro: | Kuhl |

|          |           |                           |
| Civa 82’ | Marcatori | 24’ Năstase 51’ Washausen |

| Arbitro: | Schumacher |

|                                       |           |                         |
| Fuchs 6’ Năstase 41’ (rig.) Fuchs 76’ | Marcatori | 12’, 59’ (rig.) Bunjaku |

| Arbitro: | Kempter |

|                              |           |                        |
| Heun 52’ Gebhardt 55’ (rig.) | Marcatori | 19’ Schembri 43’ Fuchs |

| Arbitro: | Gräfe |

|                           |           |            |
| Kruppke 84’ Rodrigues 86’ | Marcatori | 44’ Lorenz |

| Arbitro: | Anklam |

|              |           |              |
| Bölstler 50’ | Marcatori | 66’ Schembri |

| Braunschweig 28 marzo 2008, ore 18:30 CET 28ª giornata | Eintracht Braunschweig | 0 – 0 referto | Werder Brema II | Stadion an der Hamburger Straße (15 700 spett.)\| Arbitro: \| Thielert \| |
| Arbitro:                                               | Thielert               |               |                 |                                                                           |

| Arbitro: | Bandurski |

|                                     |           |                     |
| Feick 25’ Ramaj 51’ Hochscheidt 57’ | Marcatori | 28’ Oehrl 83’ Fuchs |

| Arbitro: | Steuer |

|                              |           |          |
| Oehrl 22’ (rig.) Kumbela 60’ | Marcatori | 13’ Zott |

| Arbitro: | Grudzinski |

|            |           |           |
| Bröker 67’ | Marcatori | 48’ Fuchs |

| Arbitro: | Dittrich |

|                                 |           |                  |
| Schembri 2’ Oehrl 16’ Fuchs 34’ | Marcatori | 23’, 89’ N'Diaye |

| Arbitro: | Kempter |

|            |           |               |
| Braham 71’ | Marcatori | 49’ Brinkmann |

| Arbitro: | Welz |

|                                           |           |                                      |
| Fuchs 48’ Schembri 60’ Năstase 77’ (rig.) | Marcatori | 37’ Kadah 74’ Hoffmann 83’ Oppermann |

| Arbitro: | Christ |

|                          |           |  |
| Terranova 19’ Müller 66’ | Marcatori |  |

| Arbitro: | Perl |

|               |           |             |
| Danneberg 11’ | Marcatori | 33’ Lawarée |

| Arbitro: | Stark |

|  |           |             |
|  | Marcatori | 58’ Năstase |

| Arbitro: | Sippel |

|                                |           |  |
| Năstase 59’ (rig.) Kumbela 83’ | Marcatori |  |

### Coppa di Germania
| Arbitro: | Gräfe |

|  |           |            |
|  | Marcatori | 90’ Sanogo |

## Statistiche

### Statistiche di squadra
| Competizione      | Punti | In casa | In casa | In casa | In casa | In casa | In casa | In trasferta | In trasferta | In trasferta | In trasferta | In trasferta | In trasferta | Totale | Totale | Totale | Totale | Totale | Totale | DR |
| Competizione      | Punti | G       | V       | N       | P       | Gf      | Gs      | G            | V            | N            | P            | Gf           | Gs           | G      | V      | N      | P      | Gf     | Gs     | DR |
| ----------------- | ----- | ------- | ------- | ------- | ------- | ------- | ------- | ------------ | ------------ | ------------ | ------------ | ------------ | ------------ | ------ | ------ | ------ | ------ | ------ | ------ | -- |
| Regionalliga nord | 53    | 18      | 9       | 4       | 5       | 35      | 30      | 18           | 4            | 10           | 4            | 20           | 20           | 36     | 13     | 14     | 9      | 55     | 50     | +5 |
| Coppa di Germania | -     | 1       | 0       | 0       | 1       | 0       | 1       | 0            | 0            | 0            | 0            | 0            | 0            | 1      | 0      | 0      | 1      | 0      | 1      | -1 |
| Totale            | 53    | 19      | 9       | 4       | 6       | 35      | 31      | 18           | 4            | 10           | 4            | 20           | 20           | 37     | 13     | 14     | 10     | 55     | 51     | +4 |

### Andamento in campionato
| Giornata  | 1  | 2  | 3  | 4  | 5  | 6  | 7  | 8  | 9  | 10 | 11 | 12 | 13 | 14 | 15 | 16 | 17 | 18 | 19 | 20 | 21 | 22 | 23 | 24 | 25 | 26 | 27 | 28 | 29 | 30 | 31 | 32 | 33 | 34 | 35 | 36 | 37 | 38 |
| --------- | -- | -- | -- | -- | -- | -- | -- | -- | -- | -- | -- | -- | -- | -- | -- | -- | -- | -- | -- | -- | -- | -- | -- | -- | -- | -- | -- | -- | -- | -- | -- | -- | -- | -- | -- | -- | -- | -- |
| Luogo     | C  | T  |    | C  | T  | C  | T  | C  | T  | C  | T  | C  | T  | C  | T  | C  | T  | C  | T  | T  | C  |    | T  | C  | T  | C  | T  | C  | T  | C  | T  | C  | T  | C  | T  | C  | T  | C  |
| Risultato | P  | P  |    | P  | N  | P  | N  | P  | N  | V  | N  | V  | V  | N  | N  | V  | N  | P  | P  | V  | V  |    | V  | V  | N  | V  | N  | N  | P  | V  | N  | V  | N  | N  | P  | N  | V  | V  |
| Posizione | 13 | 17 | 19 | 19 | 19 | 19 | 19 | 19 | 19 | 18 | 18 | 17 | 15 | 15 | 15 | 14 | 14 | 14 | 14 | 13 | 12 | 13 | 12 | 12 | 12 | 12 | 11 | 11 | 12 | 12 | 11 | 11 | 11 | 11 | 12 | 13 | 11 | 10 |

Legenda:

Luogo: C = Casa; T = Trasferta. Risultato: V = Vittoria; N = Pareggio; P = Sconfitta.

### Statistiche dei giocatori
| Giocatore     | Regionalliga nord | Regionalliga nord | Regionalliga nord | Regionalliga nord | Coppa di Germania | Coppa di Germania | Coppa di Germania | Coppa di Germania | Totale   | Totale | Totale      | Totale     |
| Giocatore     | Presenze          | Reti              | Ammonizioni       | Espulsioni        | Presenze          | Reti              | Ammonizioni       | Espulsioni        | Presenze | Reti   | Ammonizioni | Espulsioni |
| ------------- | ----------------- | ----------------- | ----------------- | ----------------- | ----------------- | ----------------- | ----------------- | ----------------- | -------- | ------ | ----------- | ---------- |
| D. Brinkmann  | 26                | 1                 | 5                 | 0                 | 1                 | 0                 | 0                 | 0                 | 27       | 1      | 5           | 0          |
| F. Bröcker    | 4                 | 0                 | 0                 | 0                 | 0                 | 0                 | 0                 | 0                 | 4        | 0      | 0           | 0          |
| T. Danneberg  | 32                | 4                 | 5                 | 0                 | 1                 | 0                 | 0                 | 0                 | 33       | 4      | 5           | 0          |
| D. Doğan      | 26                | 1                 | 3                 | 1                 | 1                 | 0                 | 1                 | 0                 | 27       | 1      | 4           | 1          |
| J. Fejzić     | 9                 | 0                 | 0                 | 0                 | 1                 | 0                 | 0                 | 0                 | 10       | 0      | 0           | 0          |
| B. Fuchs      | 16                | 2                 | 1                 | 0                 | 1                 | 0                 | 0                 | 0                 | 17       | 2      | 1           | 0          |
| L. Fuchs      | 25                | 9                 | 7                 | 0                 | 1                 | 0                 | 0                 | 0                 | 26       | 9      | 7           | 0          |
| S. Gundelach  | 18                | 0                 | 1                 | 0                 | 1                 | 0                 | 0                 | 0                 | 19       | 0      | 1           | 0          |
| S. Hauk       | 10                | 0                 | 0                 | 0                 | 0                 | 0                 | 0                 | 0                 | 10       | 0      | 0           | 0          |
| M. Henn       | 21                | 2                 | 2                 | 0                 | 0                 | 0                 | 0                 | 0                 | 21       | 2      | 2           | 0          |
| A. Horn       | 27                | 0                 | 3                 | 0                 | 0                 | 0                 | 0                 | 0                 | 27       | 0      | 3           | 0          |
| M. Horáček    | 16                | 1                 | 0                 | 0                 | 1                 | 0                 | 0                 | 0                 | 17       | 1      | 0           | 0          |
| K. Koitka     | 13                | 1                 | 2                 | 0                 | 1                 | 0                 | 0                 | 0                 | 14       | 1      | 2           | 0          |
| D. Kruppke    | 13                | 1                 | 0                 | 0                 | 0                 | 0                 | 0                 | 0                 | 13       | 1      | 0           | 0          |
| D. Kumbela    | 14                | 2                 | 3                 | 0                 | 0                 | 0                 | 0                 | 0                 | 14       | 2      | 3           | 0          |
| N. Lauenstein | 0                 | 0                 | 0                 | 0                 | 0                 | 0                 | 0                 | 0                 | 0        | 0      | 0           | 0          |
| C. Lenze      | 26                | 1                 | 5                 | 1                 | 0                 | 0                 | 0                 | 0                 | 26       | 1      | 5           | 1          |
| V. Năstase    | 14                | 5                 | 2                 | 0                 | 0                 | 0                 | 0                 | 0                 | 14       | 5      | 2           | 0          |
| T. Oehrl      | 32                | 8                 | 4                 | 0                 | 1                 | 0                 | 0                 | 0                 | 33       | 8      | 4           | 0          |
| P. Peters     | 5                 | 0                 | 0                 | 0                 | 0                 | 0                 | 0                 | 0                 | 5        | 0      | 0           | 0          |
| M. Pfitzner   | 18                | 0                 | 5                 | 0                 | 0                 | 0                 | 0                 | 0                 | 18       | 0      | 5           | 0          |
| K. Reichel    | 7                 | 0                 | 1                 | 0                 | 1                 | 0                 | 0                 | 0                 | 8        | 0      | 1           | 0          |
| S. Ristić     | 17                | 1                 | 0                 | 0                 | 1                 | 0                 | 0                 | 0                 | 18       | 1      | 0           | 0          |
| K. Rodrigues  | 26                | 2                 | 1                 | 1                 | 0                 | 0                 | 0                 | 0                 | 26       | 2      | 1           | 1          |
| A. Schembri   | 29                | 9                 | 7                 | 0                 | 0                 | 0                 | 0                 | 0                 | 29       | 9      | 7           | 0          |
| J. Washausen  | 15                | 1                 | 2                 | 0                 | 1                 | 0                 | 0                 | 0                 | 16       | 1      | 2           | 0          |
| H. Wehlage    | 15                | 2                 | 1                 | 0                 | 1                 | 0                 | 0                 | 0                 | 16       | 2      | 1           | 0          |
| R. Yildirim   | 26                | 0                 | 0                 | 0                 | 0                 | 0                 | 0                 | 0                 | 26       | 0      | 0           | 0          |